# Menticirrhus

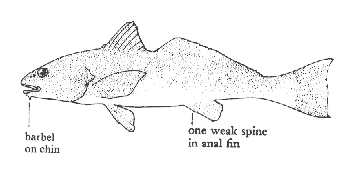
Menticirrhus undulatus

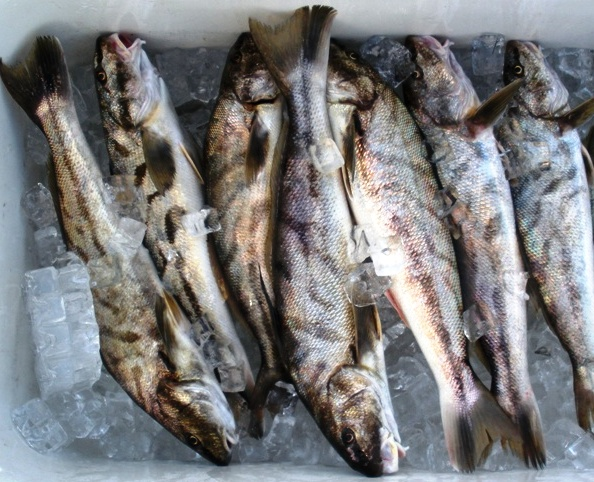
Exemplars de Menticirrhus saxatilis capturats a Great South Bay (Nova York, Estats Units)

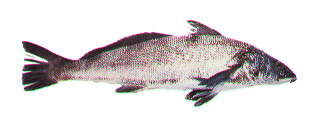
Menticirrhus undulatus

Menticirrhus és un gènere de peixos de la família dels esciènids i de l'ordre dels perciformes.

## Morfologia
- Cos allargat i arrodonit.
- Cap gros.
- Musell més o menys cònic i sortint més enllà de la boca horitzontal.
- Mentó amb una barbeta curta i gruixuda.
- Aleta anal amb la base curta.[3]

## Distribució geogràfica
Es troba a les aigües tropicals i temperades càlides del Nou Món.

## Taxonomia
- Menticirrhus americanus (Linnaeus, 1758)
- Menticirrhus elongatus (Günther, 1864)
- Menticirrhus littoralis (Holbrook, 1855)
- Menticirrhus nasus (Günther, 1868)
- Menticirrhus ophicephalus (Jenyns, 1840)
- Menticirrhus paitensis (Hildebrand, 1946)
- Menticirrhus panamensis (Steindachner, 1877)
- Menticirrhus saxatilis (Bloch & Schneider, 1801)
- Menticirrhus undulatus (Girard, 1854)[4][5][6][7][8][9]